# Bélgica nos Jogos Olímpicos de Inverno de 1964
A Bélgica competiu nos Jogos Olímpicos de Inverno de 1964, realizados em Innsbruck, Áustria.